# Naufrage du 3 octobre 2013 à Lampedusa

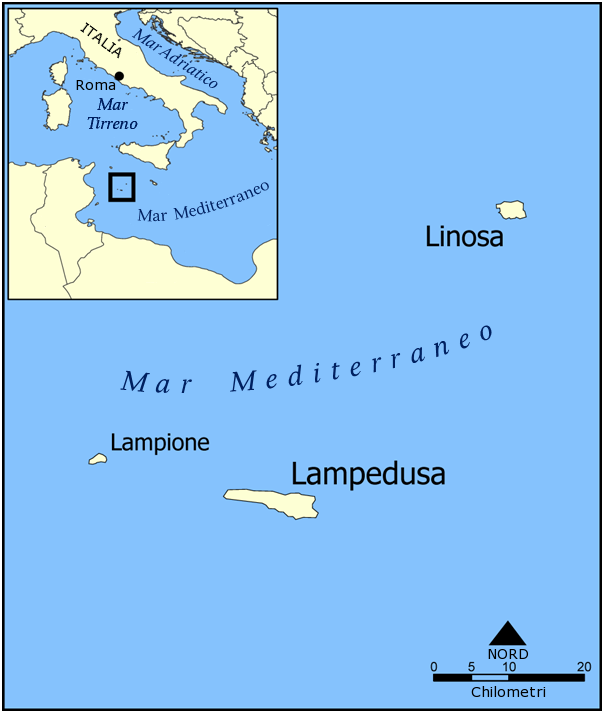
Situation géographique de Lampedusa.

Le 3 octobre 2013, une embarcation transportant environ 500 migrants africains fait naufrage près de Lampedusa, île italienne proche de la Sicile. La catastrophe fait 366 morts, ce qui en fait la deuxième plus grande tragédie en Méditerranée depuis le début du XXIe siècle.

## Contexte
La situation géographique de l'île, point le plus au sud du territoire italien, en a fait un lieu de débarquement privilégié pour les migrants clandestins, qui tentent de gagner l'Europe depuis les côtes africaines, principalement tunisiennes et libyennes. Ce phénomène a commencé en 1992 et s'est progressivement amplifié. Du fait des conditions de ces transports clandestins (rapacité des passeurs, vétusté des embarcations, passagers en surnombre, affaiblis physiquement et psychologiquement) les victimes de naufrages ont été très nombreuses dans le triangle formé par la Sicile, Malte et Lampedusa. La plus grave de ces catastrophes s'est produite à l'aube de Noël 1996, faisant au moins 283 morts, et n'a été connue que beaucoup plus tard. Certaines estimations font état de plus de 3 000 morts ou disparus depuis 2002 aux abords de l'île. Ces toutes dernières années, Lampedusa voit arriver de plus en plus de personnes originaires d'Afrique et du Moyen-Orient, du fait de la persistance de l’insécurité en Somalie, du régime dictatorial de l'Érythrée, des révolutions arabes et de la guerre civile syrienne. Peu après le drame du 3 octobre, à 60 milles au sud de Lampedusa, un autre navire sombrait et les corps d'une trentaine de personnes étaient repêchés ; une quinzaine de jours plus tard, près de 700 passagers ont été secourus au large de l'île.

## Circonstances
Un chalutier en mauvais état part le premier octobre de Tripoli en Libye avec environ 500 personnes à bord, en grande majorité des somaliens et des érythréens. Il rencontre des difficultés, à la suite d'une panne de moteur, à moins de deux kilomètres de l'île. Il est environ sept heures du matin et il semble que l'avarie ait entraîné une fuite de fioul qui se répand sur le pont. Faute d'autres moyens, un passager a l'idée de mettre le feu à une couverture pour alerter les bateaux présents dans la zone, mais le fioul s'enflamme et pour s'en écarter, certains se jettent à l'eau, les autres se précipitent d'un seul côté du navire qui est déséquilibré et se retourne brusquement. Des pêcheurs, entendant des cris, s'approchent du lieu du naufrage, réussissent à sauver quelques personnes et appellent au secours les garde-côtes qui les relayent. Mais, à leur arrivée, il y a déjà beaucoup de victimes autour et sous le navire qui gît par quarante mètres de fond. Seules 155 personnes sont sauvées et les plongeurs ont beaucoup de mal à remonter les corps dans les jours qui suivent. L’un des passeurs reconnu par des rescapés, est arrêté,.
Les cercueils des corps repêchés sont installés dans un hangar de l'aéroport où se rendent le président de la Commission européenne, José Manuel Barroso et le premier ministre italien Enrico Letta. Ils sont apostrophés violemment à leur arrivée par quelques habitants de l'île.
Un mois après le naufrage, au centre de rétention de Lampedusa, des rescapés reconnaissent un Somalien, soupçonné d'être l'un des organisateurs de la traversée. Le témoignage de huit personnes entendues par la police de Palerme révèle qu'avant d'atteindre Tripoli, 130 des passagers ont été enlevés, séquestrés, souvent torturés et violés aux confins du Soudan et de la Libye par une cinquantaine de somaliens, soudanais et libyens en vue d’extorquer des rançons à leurs familles. L'homme reconnu au centre de rétention est arrêté et accusé de trafic d'êtres humains, d'association criminelle visant à faciliter l'immigration illégale, d'enlèvement et d'agression sexuelle.
Quatre ans après le naufrage, les enregistrements des échanges entre les gardes-côte italiens et maltais révèlent que les autorités italiennes savaient cinq heures avant le naufrage que le navire prenait l'eau, mais ont refusé de mobiliser un navire militaire italien situé à proximité pour ne pas devenir responsables du transfert vers la côte la plus proche.

## Réactions
Le naufrage fait 366 victimes. En raison du grand nombre de victimes, le Premier ministre a d'abord annoncé un deuil national, mais finalement, une simple cérémonie de commémoration a lieu le 21 octobre à Agrigente, en Sicile, en présence de trois ministres ainsi que d'une centaine d'Érythréens venus en bus des quatre coins de l'Italie. Les autorités italiennes ont accordé la citoyenneté italienne honoraire aux  personnes décédées et accusé d'entrée illégale et placé en détention les 155 survivants érythréens, alors qu'ils étaient éligibles à une protection internationale,,. Les survivants, parmi lesquels des parents des victimes, retenus au centre de Lampedusa, se voient refuser le droit de se rendre à cette cérémonie[Pas dans la source],.
La maire de Lampedusa, Giusi Nicolini, avait estimé la visite de hauts responsables politiques indispensable, « pour voir de près l’immense tragédie qui se vit sur l’île ». Elle a estimé que le gouvernement italien devait demander des excuses aux enfants et aux survivants pour la manière dont notre pays les traite. « Seulement après, nous pourrons demander à l’Europe d’assumer ses propres responsabilités », a-t-elle conclu.
Le président, Giorgio Napolitano, le Premier ministre italien Enrico Letta, le vice-Premier ministre Angelino Alfano ont manifesté leur émotion devant cette « immense tragédie », appelant à une réaction européenne. Un journaliste de l’hebdomadaire L’Espresso, Fabrizio Gatti, qui a partagé l'expérience de précédents « boat-people », a lancé une campagne de signatures pour que l’île de Lampedusa et ses habitants, mais aussi les naufragés qui fuient les guerres et les dictatures, reçoivent le prix Nobel de la paix. Le 22 novembre, la Fondation Danielle-Mitterrand a remis le prix Danielle-Mitterrand et le prix spécial aux citoyens de Lampedusa. Le pape François, qui avait effectué le 8 juillet, son premier voyage apostolique à Lampedusa, a déclaré : « C'est une honte. Unissons nos efforts pour qu'une pareille tragédie ne se renouvelle pas ». Le drame a également provoqué une immense émotion dans les pays africains touchés par l'émigration : indignation devant l'indifférence de l'Europe, mais aussi des dirigeants de ces États où la situation politique, économique et sociale est à l'origine de ces départs.

### Répercussions en Europe et en Afrique
Le drame soulève à nouveau la question de la législation italienne et européenne relative aux migrants clandestins qui arrivent de plus en plus nombreux. Madame Kyengre, ministre italienne de l'Intégration demande de modifier la loi italienne qui rend suspects tous les migrants clandestins. Le Conseil des ministres italien a débloqué le 9 octobre 2013 ; 190 millions d'euros pour garantir aux arrivants un accueil plus digne en Italie ainsi que 20 millions d'euros pour prendre en charge les enfants mineurs. La maire de Lampedusa, Giusi Nicolini, et la ministre de l'intégration demandent à l'Europe de prendre ses responsabilités pour éviter ces morts et ne pas laisser à la seule Italie la prise en charge de ces arrivants. 
Joseph Muscat, Premier ministre de Malte, autre pays d'accès à l'Europe pour les « boat-people », a tenu des propos similaires, demandant que soient changées les règles de l'immigration après le naufrage survenu au large de l'île quelques jours après celui de Lampedusa et qui a causé la mort de 34 autres personnes, syriennes ou palestiniennes. À Rome, Giusi Nicolini, maire de Lampedusa et Luigi Manconi, président de la commission du Sénat pour les droits de l’homme, ont présenté au gouvernement une proposition de loi visant à convaincre les partenaires de l’Italie de la nécessité d’affronter la question des migrants qui fuient des situations de guerre, de famine, de persécution religieuse ou ethnique en étudiant avant tout tous les moyens possibles pour permettre aux réfugiés demandeurs d’asile d’exercer leurs droits, avant de monter sur les bateaux de la mort. Lors du Conseil Européen du 24 octobre 2013, le président du Parlement, Martin Schulz qui a parlé d'« une tragédie qui doit marquer un tournant dans la politique européenne » a demandé aux États qui ne sont pas directement confrontés à ces arrivées une aide d'urgence, une participation plus importante dans le financement de l'agence Frontex ainsi qu'un assouplissement de la réglementation dite de Dublin II et la création d'un système d'immigration légale. Mais la nature des résolutions prises par ce Conseil européen qui envisage avant tout une augmentation du budget de Frontex et reprend l'idée de la création d'un système de surveillance des frontières de l'Union européenne avec les pays de la Méditerranée, Eurosur, destiné à prévenir les mouvements de migrants et à éviter des tragédies, corrobore l'opinion de ceux qui déclarent que « cette île est un symbole. Un symbole de l’échec de la politique d’immigration européenne, ». Les associations de défense des migrants estiment que l'agence Frontex dont la fonction est de surveiller et dissuader les mouvements migratoires entraîne le recours à des passeurs et trafiquants qui utilisent des moyens et empruntent des itinéraires toujours plus dangereux. Elles condamnent une politique visant à déléguer le contrôle des frontières aux états africains comme la Libye et demandent la révision des accords de Dublin II.
À l'initiative de l'Union africaine, plusieurs pays africains comme la Tunisie, le Tchad, l'Éthiopie ou la Mauritanie ont fait du 3 novembre un jour de deuil national pour rendre hommage aux victimes de ce naufrage et à toutes les autres. Le président du Mali, Ibrahim Boubacar Keïta a appelé de ses vœux une conférence internationale sur l'immigration qui réunirait pays de départ et pays d'arrivée .
Un voilier de l'ONG espagnole Proactiva Open Arms, l'Astral, s'est rendu au large de Lampedusa le 3 octobre 2018 à l'occasion du cinquième anniversaire du naufrage

### Suites de la tragédie
L'Italie a pris l'initiative en octobre 2013 de lancer l'opération Mare nostrum. L'objectif consiste à surveiller vingt-quatre heures sur vingt-quatre les eaux italiennes avec les moyens d'observation et de sauvetage nécessaires pour venir en aide à toute embarcation en difficulté et sauver le plus de vies possible.  Cinq bâtiments de la marine militaire ainsi que des moyens aériens dont des drones sont mis au service de cette mission pour laquelle un budget de 1,5 million d’euros par mois est actuellement prévu . De nombreux émigrants ont pu être secourus dans les mois suivants et aucune victime n'a été à déplorer ,. Cette opération a été remplacée par l'opération Triton en automne 2014.